# 尤登堡
尤登堡（德語：Judenburg）是奧地利施泰爾馬克州的市镇，位於該國中部穆爾河畔，面積13.22平方公里，海拔高度737米，該市镇在二十世紀初期是鋼鐵業中心，2012年人口9,319。

## 外部連結
- 官方網站（德文）
- 旅遊網站（德文）